# WILD CATS (アルバム)
『WILD CATS』（ワイルド・キャッツ）は、日本の歌手、本田美奈子を中心に結成されたロックバンド、MINAKO with WILD CATS のデビュー・アルバムである。1988年8月5日にリリースされた。

## 収録曲
1. We Are Wild Cats [4:04]
作詞：松本隆、作曲・編曲：樫原伸彦
2. Let It Burn [3:56]
作詞：松本隆、作曲：Scott Sheets、編曲：Paradigm Shift
3. VIRGINITY [3:51]
作詞：松本隆、作曲：中崎英也、編曲：樫原伸彦
4. Bang Bang [4:28]
作詞：Sonny Bond、作曲：Sonny Bond、編曲：Paradigm Shift
5. 霧のベール [4:38]
作詞：松本隆、作曲：中崎英也、編曲：樫原伸彦
6. Full Metal Armor [4:47]
作詞：松本隆、作曲：Scott Sheets、編曲：Paradigm Shift
7. カシスの実 [4:33]
作詞：松本隆、作曲：中崎英也、編曲：樫原伸彦
8. Because You're Mine [4:31] 
作詞：松本隆、作曲：Joey Carbone、編曲：Paradigm Shift
9. School Girl Blues [4:33]
作詞：松本隆、作曲：中崎英也、編曲：樫原伸彦
10. あなたと、熱帯（アルバムヴァージョン） [4:38]
作詞：松本隆、作曲：忌野清志郎、編曲：Paradigm Shift